# Khromtaou
Khromtaou (Хромта́у, de Khrom qui signifie chrome et Taou qui signifie montagne ; jusqu'en 1993: Khromogorsk) est une ville de l'ouest du Kazakhstan située dans l'oblys d'Aktioubé. C'est la dernière gare d'une ligne de chemin de fer reliée à Orsk - Atyraou. La localité a reçu le statut de ville en 1967 et a été fondée en tant que village en 1941.
Elle doit son nom (Mont-Chrome) au deuxième gisement de chrome le plus important au monde après l'Afrique du Sud.
La ville se trouve sur le trajet de l'autoroute Ouralsk - Tachkent qui a une grande importance stratégique.

## Population
Sa population était de 7 672 habitants en 1959 et a augmenté jusqu'à 24 238 habitants en 1989. Elle a chuté après la dislocation de l'URSS et a repris son essor depuis le milieu des années 2000. Sa population était de 26 641 habitants en 2018.
La ville est à 75% d'ethnie kazakhe, le reste est surtout d'ethnie russe, ukrainienne et allemande du Kazakhstan. Une grande partie de ces derniers ont émigré vers l'Allemagne dans les années 1990.

## Culte
Il existe une église orthodoxe et une petite paroisse catholique dédiée à la Sainte Famille (messe en russe le dimanche à 11 heures). Cette paroisse dépend de l'administration apostolique d'Atyraou. Une mosquée vient d'être construite.